# Эйнем, Карл фон
Карл Вильгельм Георг Август Готфрид фон Эйнем (нем. Karl Wilhelm Georg August Gottfried von Einem genannt von Rothmaler; 1853—1934) — прусский генерал, участник франко-прусской войны, командующий 3-й немецкой армией во время Первой мировой войны, военный министр Пруссии ответственный за подготовку прусской армии в предвоенный период.

## Биография
Карл фон Эйнем родился 1 января 1853 года в городе Херцберге  в Саксонии.
Большую часть своей жизни посвятил военной службе. С 1876 года занимал различные штабные должности. В 1884—1887 год Карл фон Эйнем командовал эскадроном 14-го уланского полка, в 1893—1895 годах — 4-го кирасирского полка.
С 1895 года Карл фон Эйнем исполнял обязанности начальника штаба VII армейского корпуса, с 1898 года возглавил отдел Военного министерства.
В 1900 году Карл фон Эйнем занял пост директора Общего военного департамента. После назначения в августе 1903 года прусским военным министром, на протяжении шести лет, руководил масштабной реорганизацией немецкой армии и строительством фортификационных сооружений. Большая часть тяжелого вооружения использованного в ПМВ, появилась в прусской армии при фон Эйнеме, в частности, немцы обязаны ему появлением современных пулеметов и тяжелой артиллерии.
В 1909 году, назначен командиром VII военного корпуса и нёс службу под командованием генерала 2-й армии Карла фон Бюлова. В этой должности в 1914 году, вскоре после вступления Германии в войну, сформировал в составе 2-й армии группу из 3-х корпусов (VII, IX и X АК), насчитывающую около 100 тысяч человек, предназначением которой стало взятие города Льежа, что и было осуществлено 16 августа. Возглавляя VII АК фон Эйнем принял участие в Первой битве на Марне.
После отстранения от должности генерал-полковника Макса фон Хаузена (1846—1922) Карл фон Эйнем занял его место командующего 3-й армией в Шампани на фронте от Реймса до Арагон. Здесь ввереные ему войска отражали атаки 4-й французской армии имевшей значительный численный и технический перевес (163 тысяч солдат и 989 орудий против 85 тысяч солдат и 460 орудий у фон Эйнема). Наступление французов было отбито, при этом французская армия понесла чудовищные потери (более 90.000 человек), при этом не сумев занять даже первую линию обороны немцев. За это 16 марта 1915 года Карл фон Эйнем был удостоен высшей военной награды Пруссии рыцарского ордена «Pour le Mérite». Второе наступление французов на этом участке также было отбито с катастрофическими последствиями для последних и, 17 октября 1916 года фон Эйнем получил дубовые ветви к этому ордену.
В 1919 году Карл фон Эйнем уволился из армии и жил на пенсию в городе Мюльхайме-на-Руре, где и скончался 7 апреля 1934 года.